# Me llamo Loh Kiwan
Me llamo Loh Kiwan (en hangul, 로기완; romanización revisada, Rogiwan) es una película surcoreana de 2024 escrita y dirigida por Kim Hee-jin, y protagonizada por Song Joong-ki, Choi Sung-eun y Jo Han-chul. Se estrenó en Netflix el 1 de marzo de 2024.

## Sinopsis
Perseguido por la policía de su país, Loh Kiwan es un joven norcoreano que logra escapar primero a China y de ahí a Bélgica, con la esperanza de recibir el estatuto de refugiado político. Mientras espera que se cumplan los trámites administrativos y el juicio, conoce casualmente a una exdeportista de tiro, de origen coreano pero nacionalidad belga, que tras un hecho traumático ha perdido la razón de vivir; ambos se encuentran en un momento extremo de sus vidas y se enamoran.

## Reparto
- Song Joong-ki como Loh Ki-wan, un desertor norcoreano.[4][5]
- Choi Sung-eun como Marie Lee, una joven coreana de nacionalidad belga de unos 20 años que emigró cuando era niña, exatleta de tiro del equipo nacional, y una persona que sufre por la muerte de su madre.[5][6]
- Kim Sung-ryung como Ok Hee, la madre de Ki-wan.[5][7]
- Jo Han-chul como Lee Yoon-sung, el padre de Marie.[8][9]
- Lee Il-hwa como Jung Joo, la madre de Marie.[5][10]
- Lee Sang-hee como Sun Joo, una sinocoreana a quien Ki-wan conoce en una fábrica belga.[5][11]
- Seo Hyun-woo como Eun Cheol, el tío materno de Ki-wan.[5]
- Waël Sersoub como Cyril, dueño de un bar con el que tiene una deuda con Marie.[12]

## Producción
Me llamo Loh Kiwan es la adaptación cinematográfica de 로기완을 만났다, de la escritora Cho Hae-jin, la segunda de sus novelas. La novela, cuya trama se desarrolla entre el 7 y el 30 de diciembre de 2010, cuenta el viaje del narrador, un exlocutor que sigue los pasos de un desertor norcoreano huido a Bélgica, y se basa en el diario que deja este a su llegada tres años antes. La compañía productora es Yong Film, que lo ha sido recientemente también de obras como El teléfono, Una chica del siglo xx y Believer.
La película tuvo un largo período de preproducción. En julio de 2017 la agencia de Song Joong-ki confirmó que el actor había recibido una oferta para actuar en ella, pero que aún no había tomado una decisión al respecto. Por su parte, la productora Yong Film comunicó que había habido contactos con el actor a principios del año porque existía el plan de que los protagonistas masculino y femenino fueran respectivamente Song y Han Hyo-joo. Sin embargo, el proyecto se retrasó por un cambio en la dirección. El primer director elegido fue Jeong Ji-woo, el cual llegó a trabajar en el filme, pero en el mismo año 2017 salió del proyecto para rodar Heart Blackened. Entró entonces en escena la directora Kim Hee-jin, que en ese mes de julio estaba readaptando el guion; este cambio causó el consiguiente retraso en la realización, porque, siempre según la productora, primero había que ultimar el guion, y la elección del reparto vendría después.
En el trabajo de adaptación del guion, Kim Hee-jin declaró que «el mensaje de la novela original sobre la dignidad humana se conservó fielmente y al mismo tiempo se añadió una atmósfera melodramática. También se creó un personaje femenino llamado Marie, que no aparecía en la novela». Kim se documentó asimismo con historias de desertores norcoreanos reales que buscan refugio en Europa, y analizó la novela gráfica de Kate Evans Refugees in Europe Through Pictures: Vivid Records Written at the Relief Field. Por otra parte, para la directora Me llamo Loh Kiwan representará un punto de inflexión en la filmografía de Song Joon-ki.
Jo Han-cheol recibió la oferta de un papel en el filme en enero de 2023. Ese mismo mes fue seleccionada también Choi Sung-eun como protagonista femenina. En febrero de 2023 Netflix anunció el reparto para la película, ya con la nueva directora Kim Hee-jin, para la que se trata de su primer largometraje. Kim Hee-jin ganó el premio al mejor cortometraje por Viaje de estudios en varios festivales surcoreanos, entre ellos el Festival Internacional de Jeonju.
Parte del rodaje se realizó en Hungría. El 8 de febrero de 2023 la agencia de Song Joon-ki anunció que el actor se desplazaría la semana siguiente a dicho país para una estancia de unos dos meses. El hecho provocó la separación de su mujer solo dos semanas después de su boda. También Choi Sung-eun y los demás actores tenían que ir a Hungría a finales de ese mes. Otras localizaciones del filme se hallan en Bali, adonde viajó Song el 27 de mayo del mismo año tras su paso por el Festival de Cannes. El rodaje concluyó el 31 de mayo.
El 2 de febrero de 2024 Netflix anunció la fecha de estreno del filme y difundió un cartel y un avance.

## Crítica
Rhian Daly (NME) concede cuatro estrellas de cinco a la película, que define como «una devastadora batalla por la supervivencia». Critica que la relación entre los protagonistas se desarrolle de forma acelerada, «haciendo que esa conexión parezca una grieta increíble en una historia que de otro modo sería sólida», y por otro lado elogia las interpretaciones «fenomenales» de Song Joong-ki y Choi Sung-eun, que encarnan a la perfección a sus personajes.
De muy distinto tenor es la valoración de James Marsh (South China Morning Post), que la puntúa con dos estrellas de cinco. Marsh escribe que «la directora Kim Hee-jin parece demasiado dispuesta a eludir el campo minado legal del desertor en favor de un romance sensiblero, donde las fuerzas de atracción son débiles», y lamenta que haya privilegiado el tono romántico, cuando «hay un drama fascinante que contar sobre la difícil situación de quienes huyen a través del paralelo 38 y la burocracia que obstruye su vuelo hacia la libertad».
Más duro es el comentario de Park Jin-young (Joy News 24): «La dirección es tan vulgar y vaga que te preguntas si realmente se filmó en 2023, los personajes carecen de encanto y la actuación es tal como se esperaba y no puedes evitar suspirar. El nombre de Song Joong-ki no es suficiente [...] Es difícil sumergirse en la obra debido a su estructura algo obvia, su narrativa mediocre y sus personajes poco atractivos. La agonía y las emociones del personaje que lucha por encontrar de alguna manera la luz en la oscuridad sin una sola luz a la vista no son muy profundas».
Juan Luis Sánchez (Decine21) concede cinco estrellas de diez a la película, de la que escribe que arranca de modo prometedor, pero que el desarrollo «resulta un tanto artificioso y falsamente sentimental, pues el guion acumula desgracias metidas con calzador». También elogia el trabajo de los dos protagonistas, y señala que la relación entre ambos no está bien contada, «así que no acaba de resultar creíble».